# Seleção Ganesa de Futebol Sub-20
A Seleção Ganesa de Futebol Sub-20, também conhecida por Gana Sub-20, é a seleção Ganesa de futebol formada por jogadores com idade inferior a 20 anos.

## Títulos Conquistados
- Campeonato Africano de Futebol Sub-20
- 1993, 1999, 2009
- Campeonato Mundial de Futebol Sub-20
- 2009